# Tuc de Sarrahèra
El Tuc de Sarrahèra o Tuc de Sarraèra es una montaña de los Pirineos de 2645 metros, situada en la comarca del Valle de Arán (provincia de Lérida).

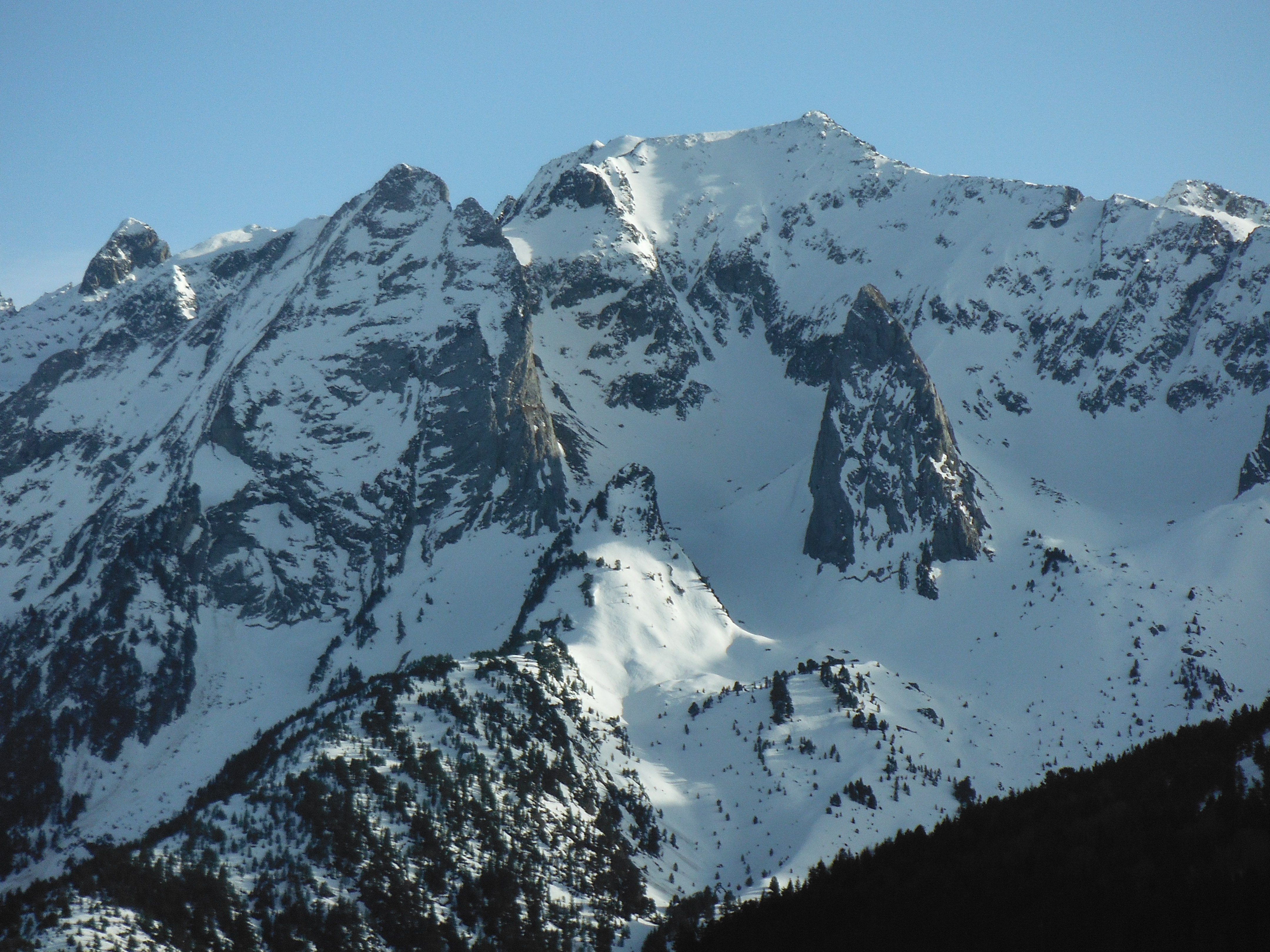
Vista de la Labada de Sarrahèra, Tuc de Sarrahèra y Tuc des Hemnes

Al sur del Tuc de Sarrahèra se encuentran los lagos glaciares del Lac de Rius y Lac Tòrt de Rius, así como el Lac Redon. 
En la parte norte del Tuc de Sarrahèra nacen los barrancos de Sarrahèra y del Fontfreda, ambos alimentan al río Nere (afluente del río Garona). El Tuc de Sarrahèra está situado al oeste de la aguja del Tuc des Hemnes (2359 m) y al norte de la Labada de Sarrahèra (2499 m).